# Redekea perpusilla
Redekea perpusilla is een mosselkreeftjessoort uit de familie van de Paradoxostomatidae. De wetenschappelijke naam van de soort is voor het eerst geldig gepubliceerd in 1953 door de Vos.